# Жмеринська міська територіальна громада
Жмеринська міська територіальна громада — територіальна громада в Україні, на територіях Жмеринського району та Жмеринської міської ради Вінницької області. Адміністративний центр — місто Жмеринка.
Утворена 29 жовтня 2019 року шляхом приєднання Жуковецької, Коростівецької та Рівської сільських рад Жмеринського району до Жмеринської міської ради обласного значення. Леляцька сільська рада приєдналася до громади 21 листопада 2019 року..
Утворена 12 червня 2020 року шляхом об'єднання Жмеринської міської ради обласного значення, Браїлівської селищної та Біликовецької, Дубівської, Жуковецької, Кармалюківської, Коростівецької, Куриловецької, Леляцької, Лисогірської, Людавської, Почапинецької та Рівської сільських рад Жмеринського району.
Відповідно до Закону України «Про внесення змін до Закону України „Про добровільне об'єднання територіальних громад“ щодо добровільного приєднання територіальних громад сіл, селищ до територіальних громад міст республіканського Автономної Республіки Крим, обласного значення» громади, утворені внаслідок приєднання суміжних громад до міст обласного значення, визнаються спроможними і не потребують проведення виборів.

## Жмеринська міська громада та старостинські округи
У Жмеринській громаді 34 населених пункти — 1 місто (Жмеринка), 1 смт, 3 селища і 29 сіл, які входять до 12 старостинських округів.
| Назви старостинських округів         | Населені пункти                                  | Старости                |
| ------------------------------------ | ------------------------------------------------ | ----------------------- |
| Біликовецький старостинський округ   | Біликівці, Лопатинці, Мартинівка                 | Артур Ганжа             |
| Браїлівський старостинський округ    | с-ще Браїлів, Браїлів, Володимирівка, Сьомаки    | Ростислав Сваричевський |
| Дубівський старостинський округ      | Дубова                                           | Світлана Мельник        |
| Жуківецький старостинський округ     | Жуківці, Петрівка, Сідава, Щучинці, Ярошенка     | Оксана Мариношенко      |
| Кармалюківський старостинський округ | Кармалюкове, Петрані, Майдан-Головчинський       | Микола Огородник        |
| Коростівецький старостинський округ  | Коростівці, Слобода-Носковецька, Малі Коростівці | Анатолій Кокиза         |
| Куриловецький старостинський округ   | Курилівці, Новоселиця, Василівка                 | -                       |
| Леляцький старостинський округ       | Леляки, Мала Жмеринка, Подільське, Тартак        | Андрій Бессараба        |
| Лисогірський старостинський округ    | Лисогірка                                        | Ольга Очеретна          |
| Людавський старостинський округ      | Людавка                                          | Роман Пашковський       |
| Почапинецький старостинський округ   | Почапинці, Зоринці, Слобода                      | Анатолій Поліщук        |
| Рівський старостинський округ        | Рів, Межирів                                     | Петро Садовнік          |